# Раян Бейдер
Раян Двейн Бейдер (англ. Ryan DuWayne Bader, нар. 7 червня 1983 року, Ріно, штат Невада, США) — американський боєць змішаних бойових мистецтв, який виступає під егідою Bellator в напівважкій і важкій ваговій категорії. Колишній чемпіон Bellator MMA у напівважкій вазі. Чинний чемпіон Bellator MMA у важкій вазі. До цього виступав у UFC. Рейтинг Sherdog ставить Бейдера на 4-е місце серед найкращих напівважковаговиків світу, а рейтинг fightmatrix — на 3-е.

## Дитинство і юність
Раян Бейдер народився у місті Ріно, штат Невада, США. У змішані єдиноборства прийшов після досить успішної кар'єри у аматорських змаганнях з боротьби. Він навчався в Robert McQueen High School, де виграв два чемпіонати штату з боротьби і посів 4-е місце у країні. Далі, будучи студентом Університету штату Аризона, займався боротьбою разом із майбутніми бійцями UFC Кейном Веласкесом та Сі Бі Доллавеєм.

## Змішані єдиноборства

### Рання кар'єра
Його кар'єра почалася з походу різними промоушенами, в яких Бейдер виступав у період з 2007 по кінець 2008 року. Протягом двох років він набив рекорд із семи перемог, жодного разу при цьому не програвши. Понад те, всі перемоги були достроковими.

### Ultimate Fighting Championship
26 січня 2019 року Раян Бейдер у фіналі гран-прі Bellator відправив у нокаут Федора Ємельяненка на 35-й секунді бою. І виграв одразу два чемпіонські пояси: пояс чемпіона — переможця Гран-прі Bellator та пояс чемпіона світу у важкій вазі.

### Bellator
Бадер захистив свій титул у матчі-реванші проти Федора Ємельяненка 4 лютого 2023 року на Bellator 290. Він виграв бій технічним нокаутом у першому раунді.

## Титули та досягнення

### Змішані єдиноборства
- Bellator MMA
  - Чемпіон Bellator у важкій вазі (Один раз, що діє)
  - Чемпіон Bellator у напівважкій вазі (Один раз)
  - Один успішний захист титулу у напівважкій вазі
  - Переможець гран-прі Bellator MMA у важкій вазі
  - Перший чемпіон Bellator, який володіє двома поясами одночасно
- Ultimate Fighting Championship
  - Переможець восьмого сезону The Ultimate Fighter у напівважкій вазі.
  - Володар премії «Кращий задушливий прийом вечора» (один раз) проти Володимира Матюшенка
  - Володар премії «Виступ вечора» (один раз) проти Іліра Латіфі

## Статистика MMA
| Професійна кар'єра бійця |            |           |
| Боїв 39                  | Перемог 31 | Поразок 7 |
| Нокаут                   | 13         | 5         |
| Здача                    | 3          | 2         |
| Рішення суддів           | 15         | 0         |
| Не відбулись             | 1          | 1         |

| Результат   | Рекорд   | Суперник                                                                 | Спосіб                                    | Турнір                                                 | Дата              | Раунд | Час  | Місце                         | Примітки                                                                                         |
| ----------- | -------- | ------------------------------------------------------------------------ | ----------------------------------------- | ------------------------------------------------------ | ----------------- | ----- | ---- | ----------------------------- | ------------------------------------------------------------------------------------------------ |
| Перемога    | 31-7 (1) | Федор Ємельяненко                                                        | ТКО (удари)                               | Bellator 290                                           | 4 лютого 2023     | 1     | 2:30 | Інглвуд, Лос-Анджелес, США    |                                                                                                  |
| Перемога    | 30–7 (1) | Чейк Конго                                                               | Єдиноголосне рішення                      | Bellator 280                                           | 6 2022            | 5     | 5:00 | Париж, Франція                | Захистив титул чемпіона Bellator у важкій вазі.                                                  |
| Перемога    | 29-7 (1) | Валентин Молдовський                                                     | Єдиноголосне рішення                      | Bellator 273                                           | 29 2022           | 5     | 5:00 | Аризона, США                  | Захистив титул чемпіона Bellator у важкій вазі.                                                  |
| Поразка     | 28-7 (1) | Корі Андерсон                                                            | Технічним нокаутом (удари)                | Bellator 268 - Nemkov vs. Anglickas                    | 16 2021           | 1     | 0:51 | Аризона, США                  |                                                                                                  |
| Перемога    | 28-6 (1) | Ліото Мачіда                                                             | Єдиноголосне рішення                      | Bellator 256                                           | 9 квітня 2021     | 5     | 5:00 | Анкасвіл, США                 | Чвертьфінал гран-при напівважковаговиків Bellator.                                               |
| Поразка     | 27–6 (1) | Вадим Нємков                                                             | Технічний нокаут (удар ногою і добивання) | Bellator 244                                           | 21 серпня 2020    | 2     | 3:02 | Анкасвіл, США                 | Втратив титул чемпіона Bellator у напівважкій вазі.                                              |
| Не відбувся | 27-5 (1) | Чейк Конго                                                               |                                           | Bellator 226                                           | 7 вересня 2019    | 1     | 3:52 | Сан-Хосе, США                 | Бій за титул чемпіона Bellator у важкій вазі.                                                    |
| Перемога    | 27-5     | Федор Ємельяненко                                                        | Нокаут (удари)                            | Bellator 214                                           | 26 січня 2019     | 1     | 0:35 | Інглвуд, Лос-Анджелес, США    | Фінал гран-прі Bellator у важкій вазі. Завоював вакантний титул чемпіона Bellator у важкій вазі. |
| Перемога    | 26-5     | Мет Мітріон                                                              | Одностайне рішення                        | Bellator 207                                           | 12 2018           | 3     | 5:00 | Анкасвіл, США                 | Півфінал гран-прі Bellator у важкій вазі.                                                        |
| Перемога    | 25-5     | Мухаммед Лаваль                                                          | KO (удари руками)                         | Bellator 199                                           | 12 2018           | 1     | 0:15 | Сан-Хосе, США                 | Чвертьфінал гран-прі Bellator у важкій вазі.                                                     |
| Перемога    | 24-5     | Лінтон Васселл                                                           | KO (удари руками)                         | Bellator 186                                           | 3 2017            | 2     | 3:58 | Юніверсіті-Парк, США          | Захистив титул чемпиона Bellator у напівважкій вазі.                                             |
| Перемога    | 23-5     | Філ Девіс                                                                | Рішенням (роздільним)                     | Bellator 180                                           | 24 2017           | 5     | 5:00 | Нью-Йорк, США                 | Дебют в Bellator. Виграв титул чемпіона Bellator у напівважкій вазі.                             |
| Перемога    | 22-5     | Антоніу Рожеріу Ногейра                                                  | Технічний нокаут (удари)                  | UFC Fight Night: Bader vs. Nogueira 2                  | 19 листопада 2016 | 3     | 3:51 | Сан-Паулу, Бразилія           |                                                                                                  |
| Перемога    | 21-5     | Ілір Латіфі                                                              | Нокаут (удар коліном)                     | UFC Fight Night: Arlovski vs. Barnett                  | 3 вересня 2016    | 2     | 2:06 | Гамбург, Німеччина            | «Виступ вечора»                                                                                  |
| Поразка     | 20-5     | Ентоні Джонсон                                                           | Нокаут (удари)                            | UFC on Fox: Johnson vs. Bader                          | 30 січня 2016     | 1     | 1:26 | Ньюарк, Нью-Джерсі, США       |                                                                                                  |
| Перемога    | 20-4     | Рашад Еванс                                                              | Єдиноголосне рішення                      | UFC 192                                                | 3 жовтня 2015     | 3     | 5:00 | Х'юстон, Техас, США           |                                                                                                  |
| Перемога    | 19-4     | Філ Девіс                                                                | Роздільне рішення                         | UFC on Fox: Gustafsson vs. Johnson                     | 24 січня 2015     | 3     | 5:00 | Стокгольм, Швеція             |                                                                                                  |
| Перемога    | 18-4     | Овінс Сен-Пре                                                            | Єдиноголосне рішення                      | UFC Fight Night: Bader vs. St. Preux                   | 16 серпня 2014    | 5     | 5:00 | Бангор, Мен, США              |                                                                                                  |
| Перемога    | 17-4     | Рафаел Кавалканті                                                        | Єдиноголосне рішення                      | UFC 174                                                | 14 червня 2014    | 3     | 5:00 | Ванкувер, Канада              |                                                                                                  |
| Перемога    | 16-4     | Ентоні Перош                                                             | Єдиноголосне рішення                      | UFC Fight Night: Hunt vs. Bigfoot                      | 7 грудня 2013     | 3     | 5:00 | Брісбен, Австралія            |                                                                                                  |
| Поразка     | 15-4     | Гловер Тейшейра                                                          | Технічний нокаут (удари)                  | UFC Fight Night: Teixeira vs. Bader                    | 4 вересня 2013    | 1     | 2:55 | Белу-Орізонті, Бразилія       |                                                                                                  |
| Перемога    | 15-3     | [[Файл:Шаблон:Прапор Білорусія\|20x13px\|Білорусія]] Володимир Матюшенко | Задушливий прийом (гільйотина)            | UFC on Fox: Johnson vs. Dodson                         | 26 січня 2013     | 1     | 0:50 | Чикаго, Іллінойс, США         | «Задушливий прийом вечора»                                                                       |
| Поразка     | 14-3     | Ліото Мачіда                                                             | Нокаут (удар)                             | UFC on Fox: Shogun vs. Vera                            | 4 серпня 2012     | 2     | 1:32 | Лос-Анджелес, Каліфорнія, США |                                                                                                  |
| Перемога    | 14-2     | Квінтон Джексон                                                          | Єдиноголосне рішення                      | UFC 144                                                | 26 лютого 2012    | 3     | 5:00 | Сайтама, Японія               | До 96 кілограм; Джексон не вклався у вазі.                                                       |
| Перемога    | 13-2     | Джейсон Брілз                                                            | Нокаут (удар)                             | UFC 139                                                | 19 листопада 2011 | 1     | 1:17 | Лас-Вегас, Невада, США        |                                                                                                  |
| Поразка     | 12-2     | Тіто Ортіс                                                               | Задушливий прийом (гільйотина)            | UFC 132                                                | 2 липня 2011      | 1     | 1:56 | Лас-Вегас, Невада, США        |                                                                                                  |
| Поразка     | 12-1     | Джон Джонс                                                               | Задушливий прийом (гільйотина)            | UFC 126                                                | 5 лютого 2011     | 2     | 4:20 | Лас-Вегас, Невада, США        |                                                                                                  |
| Перемога    | 12-0     | Антоніу Рожеріу Ногейра                                                  | Єдиноголосне рішення                      | UFC 119                                                | 25 вересня 2010   | 3     | 5:00 | Індіанаполіс, Індіана, США    |                                                                                                  |
| Перемога    | 11-0     | Кіт Джардін                                                              |                                           | UFC 110                                                | 21 лютого 2010    | 3     | 2:10 | Сідней, Австралія             |                                                                                                  |
| Перемога    | 10-0     | Ерік Шафер                                                               | Єдиноголосне рішення                      | UFC 104                                                | 24 жовтня 2009    | 3     | 5:00 | Лос-Анджелес, Каліфорнія, США |                                                                                                  |
| Перемога    | 9-0      | Кармело Марреро                                                          | Єдиноголосне рішення                      | UFC Fight Night: Condit vs. Kampmann                   | 1 квітня 2009     | 3     | 5:00 | Нашвілл, Теннессі, США        |                                                                                                  |
| Перемога    | 8-0      | Вінні Магальяйнс                                                         | Технічний нокаут (удари)                  | The Ultimate Fighter: Team Nogueira vs Team Mir Finale | 13 грудня 2008    | 1     | 2:18 | Лас-Вегас, Невада, США        | Став переможцем The Ultimate Fighter.                                                            |
| Перемога    | 7-0      | Баклі Акоста                                                             | Задушливий прийом (трикутник через руку)  | XCC 6: Western Threat                                  | 5 квітня 2008     | 1     | 0:47 | Ріно, Невада, США             |                                                                                                  |
| Перемога    | 6-0      | Бред Петерсон                                                            | Єдиноголосне рішення                      | IFO: Fireworks in the Cage IV                          | 28 грудня 2007    | 3     | 5:00 | Лас-Вегас, Невада, США        |                                                                                                  |
| Перемога    | 5-0      | Юлісіс Кортес                                                            | Нокаут (удари)                            | SE: Vale Tudo                                          | 27 жовтня 2007    | 1     | Н/І  | Мексика                       |                                                                                                  |
| Перемога    | 4-0      | Діккі Чавес                                                              | Технічний нокаут (удари)                  | KOTC: Unstoppable                                      | 15 вересня 2007   | 1     | 0:41 | Сан Карлос, Аризона, США      |                                                                                                  |
| Перемога    | 3-0      | Тім Пікок                                                                | Технічний нокаут (удари)                  | Rage in the Cage 94                                    | 9 червня 2007     | 2     | 2:50 | Камп-Верде, Аризона, США      |                                                                                                  |
| Перемога    | 2-0      | Девід Беггетт                                                            |                                           | Proving Grounds 1                                      | 12 травня 2007    | 1     | Н/І  | Острова Кайман                |                                                                                                  |
| Перемога    | 1-0      | Дейв Ковелло                                                             | Больовий прийом (удари)                   | RENO COMBATS: Iferno 2                                 | 31 березня 2007   | 1     | 2:21 | Камп-Верде, Аризона, США      |                                                                                                  |